# E82号線
E82号線 (E82ごうせん、英: European route E82) はポルトガルのポルトとスペインのトルデシリャスを結ぶ、欧州自動車道路のAクラス幹線道路。

## 経路
- ポルトガル
  - E01 - ポルト
  - E801 - ヴィラ・レアル
  - E802 - ブラガンサ（ポルトガル語版）
- スペイン
  - サモラ
  - E25, E70 - トルデシリャス